# Multinational Character Set
Pour les articles homonymes, voir MCS.
Le Multinational Character Set (MCS, ou jeu de caractères multinational) est un codage de caractères créé par Digital Equipment Corporation pour le terminal informatique VT220. C'est une extension 8-bits de l'ASCII qui apporte divers caractères accentués, des symboles monétaires et d'autres caractères absents de l'ASCII 7-bits. Le MCS est seulement une des pages de code implémentée dans le National Replacement Character Set du VT220,.
Les extensions de l'ASCII étaient alors très nombreuses (le National Replacement Character Set gérait une douzaine de jeux de caractères destinés à autant de langues européennes), mais le MCS est considéré comme à la fois l'ancêtre de l'ISO/CEI 8859-1 et de l'Unicode.
Un comparaison de MCS  avec l'ISO/CEI 8859-1 et les 256 premiers codes de l'Unicode révèle plus de similitudes que de différences. Les différences avec ISO/CEI 8859-1 sont :
| Code MCS | Code Unicode | Caractère |
| -------- | ------------ | --------- |
| A8       | U+00A4       | ¤         |
| D7       | U+0152       | Œ         |
| DD       | U+0178       | Ÿ         |
| F7       | U+0153       | œ         |
| FD       | U+00FF       | ÿ         |

## Table des caractères
| Multinational Character Set | Multinational Character Set | Multinational Character Set | Multinational Character Set | Multinational Character Set | Multinational Character Set | Multinational Character Set | Multinational Character Set | Multinational Character Set | Multinational Character Set | Multinational Character Set | Multinational Character Set | Multinational Character Set | Multinational Character Set | Multinational Character Set | Multinational Character Set | Multinational Character Set |
|                             | x0                          | x1                          | x2                          | x3                          | x4                          | x5                          | x6                          | x7                          | x8                          | x9                          | xA                          | xB                          | xC                          | xD                          | xE                          | xF                          |
| --------------------------- | --------------------------- | --------------------------- | --------------------------- | --------------------------- | --------------------------- | --------------------------- | --------------------------- | --------------------------- | --------------------------- | --------------------------- | --------------------------- | --------------------------- | --------------------------- | --------------------------- | --------------------------- | --------------------------- |
| 0x                          | NUL                         | SOH                         | STX                         | ETX                         | EOT                         | ENQ                         | ACK                         | BEL                         | BS                          | HT                          | LF                          | VT                          | FF                          | CR                          | SO                          | SI                          |
| 1x                          | DLE                         | DC1                         | DC2                         | DC3                         | DC4                         | NAK                         | SYN                         | ETB                         | CAN                         | EM                          | SUB                         | ESC                         | FS                          | GS                          | RS                          | US                          |
| 2x                          | SP                          | !                           | "                           | #                           | $                           | %                           | &                           | '                           | (                           | )                           | *                           | +                           | ,                           | -                           | .                           | /                           |
| 3x                          | 0                           | 1                           | 2                           | 3                           | 4                           | 5                           | 6                           | 7                           | 8                           | 9                           | :                           | ;                           | <                           | =                           | >                           | ?                           |
| 4x                          | @                           | A                           | B                           | C                           | D                           | E                           | F                           | G                           | H                           | I                           | J                           | K                           | L                           | M                           | N                           | O                           |
| 5x                          | P                           | Q                           | R                           | S                           | T                           | U                           | V                           | W                           | X                           | Y                           | Z                           | [                           | \                           | ]                           | ^                           | _                           |
| 6x                          | `                           | a                           | b                           | c                           | d                           | e                           | f                           | g                           | h                           | i                           | j                           | k                           | l                           | m                           | n                           | o                           |
| 7x                          | p                           | q                           | r                           | s                           | t                           | u                           | v                           | w                           | x                           | y                           | z                           | {                           | \|                          | }                           | ~                           | DEL                         |
| 8x                          |                             |                             |                             |                             |                             |                             |                             |                             |                             |                             |                             |                             |                             |                             |                             |                             |
| 9x                          |                             |                             |                             |                             |                             |                             |                             |                             |                             |                             |                             |                             |                             |                             |                             |                             |
| Ax                          |                             | ¡                           | ¢                           | £                           |                             | ¥                           |                             | §                           | ¤                           | ©                           | ª                           | «                           |                             |                             |                             |                             |
| Bx                          | °                           | ±                           | ²                           | ³                           |                             | µ                           | ¶                           | ·                           |                             | ¹                           | º                           | »                           | ¼                           | ½                           |                             | ¿                           |
| Cx                          | À                           | Á                           | Â                           | Ã                           | Ä                           | Å                           | Æ                           | Ç                           | È                           | É                           | Ê                           | Ë                           | Ì                           | Í                           | Î                           | Ï                           |
| Dx                          |                             | Ñ                           | Ò                           | Ó                           | Ô                           | Õ                           | Ö                           | Œ                           | Ø                           | Ù                           | Ú                           | Û                           | Ü                           | Ÿ                           |                             | ß                           |
| Ex                          | à                           | á                           | â                           | ã                           | ä                           | å                           | æ                           | ç                           | è                           | é                           | ê                           | ë                           | ì                           | í                           | î                           | ï                           |
| Fx                          |                             | ñ                           | ò                           | ó                           | ô                           | õ                           | ö                           | œ                           | ø                           | ù                           | ú                           | û                           | ü                           | ÿ                           |                             |                             |